# تیجر فلوئه
تیجر فلوئه (به لاتین: Tiejer Flue) یک کوه در سوئیس است که در کانتون گراوبوندن واقع شده‌است. تیجر فلوئه ۲٬۷۸۱ متر بالاتر از سطح دریا واقع شده‌است.